# Russule hétérophylle
Russula heterophylla
Espèce
La russule hétérophylle ou russule à lames fourchues ou russule à feuillets inégaux (Russula heterophylla) est un champignon agaricomycète du genre Russula et de la famille des Russulaceae.